# Hoeyang
Hoeyang (Hán Việt: Hoài Dương) là một huyện thuộc tỉnh Kangwon tại Cộng hòa Dân chủ Nhân dân Triều Tiên. Huyện được thành lập vào năm 1952.
Địa hình của huyện chủ yếu là đồi núi, cả hai dãy núi là Taebaek và Kwangju đều chạy ngang qua huyện. Hai bồn địa là Hoeyang và Changdo làm gián đoạn địa hình gồ ghề. Đỉnh cao nhất trên địa bàn là Piryubong trên núi Kumgangsan. Dòng sông chính của huyện là Pukhan, chảy theo hướng anm và đông sang Hàn Quốc.
Ngành kinh tế chính trong huyện là nông nghiệp mặc dù địa hình không cho phép trồng lúa gạo; thay vào đó, các loại cây trồng địa phương bao gồm lúa mạch, lúa mì, yến mạch, kê, ngô, đậu tương và khoai tây, ngành chăn nuôi gia súc cũng phát triển. Loại kẹo yot làm từ ngô của huyện được biết đến rộng rãi. Người ta đã tìm thấy wolfram, barit, molybden, graphit, vàng, bạc và chì trên địa bàn huyện.
Năm 2008, dân số toàn huyện là 42.485 (20.014 nam và 22.471 nữ), trong đó dân số thành thị là 11.674 người (27,5%) và dân số nông thôn là 30.811 người (72,5%).